# Xã Orange, Quận Meigs, Ohio
Xã Orange (tiếng Anh: Orange Township) là một xã thuộc quận Meigs, tiểu bang Ohio, Hoa Kỳ. Năm 2010, dân số của xã này là 1.072 người.